# St-Viateur Bagel

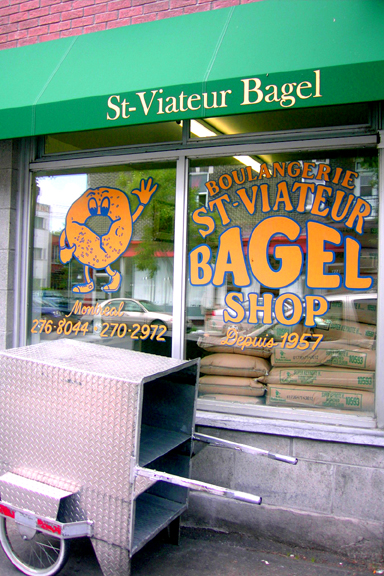
Façade de St-Viateur Bagel

St-Viateur Bagel est une fabrique de bagels emblématique de la ville de Montréal, au Québec. Fondée en 1957 par Myer Lewkowicz, cette première boulangerie du nom se situe au 263, rue Saint-Viateur ouest, dans le quartier du Mile End, de l'arrondissement Le Plateau-Mont-Royal.
Il existe à Montréal trois autres boulangeries et cafés du même nom de même que trois autres boulangeries pour la vente en gros.  
Aujourd'hui, la boulangerie est détenu par Joe Morena, et est en concurrence avec la proximité Fairmount Bagel pour le titre de meilleur bagel de Montréal.

## Lien externe

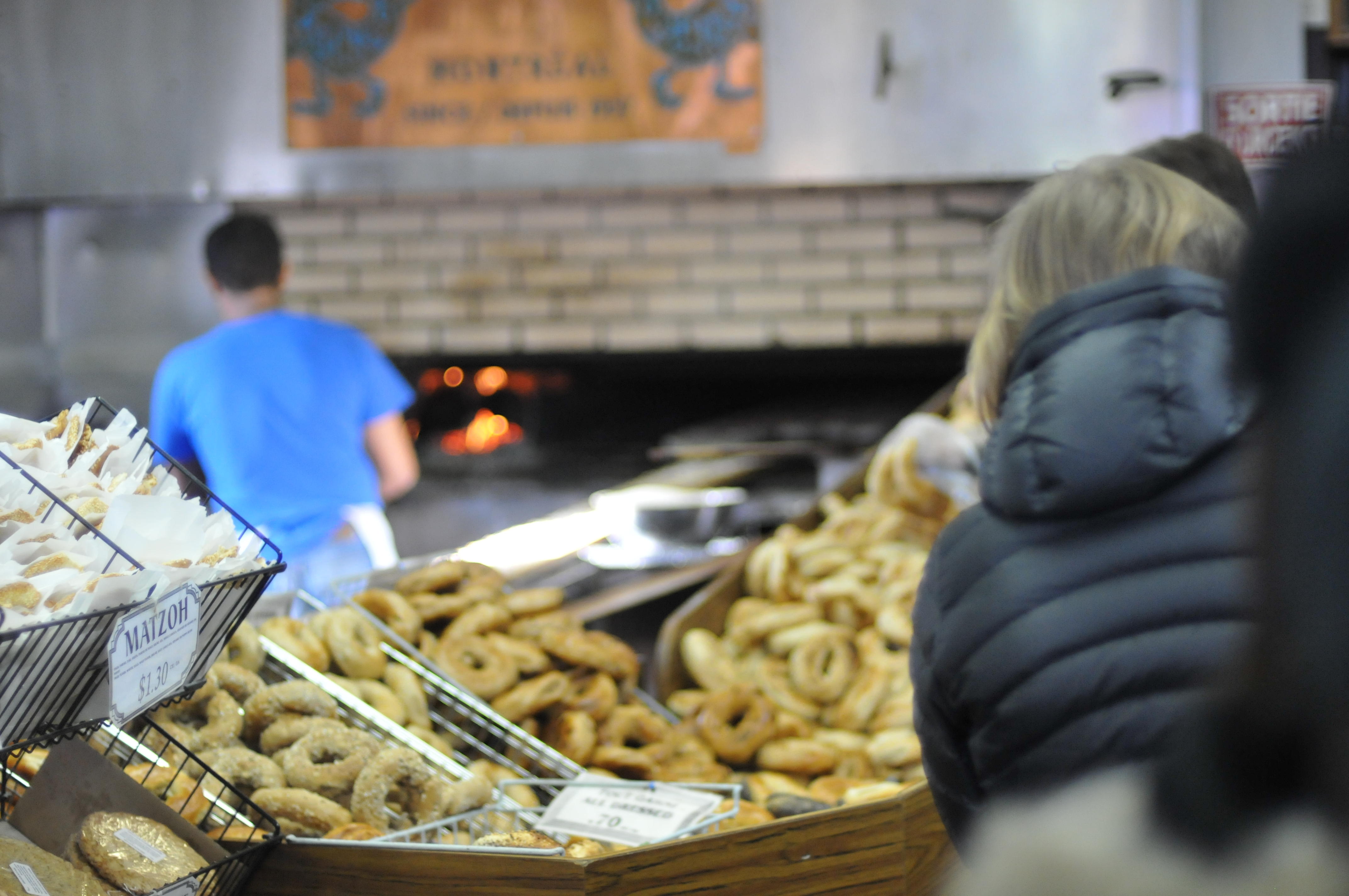
Vue intérieure